# Білокриниця (Кременецький район)

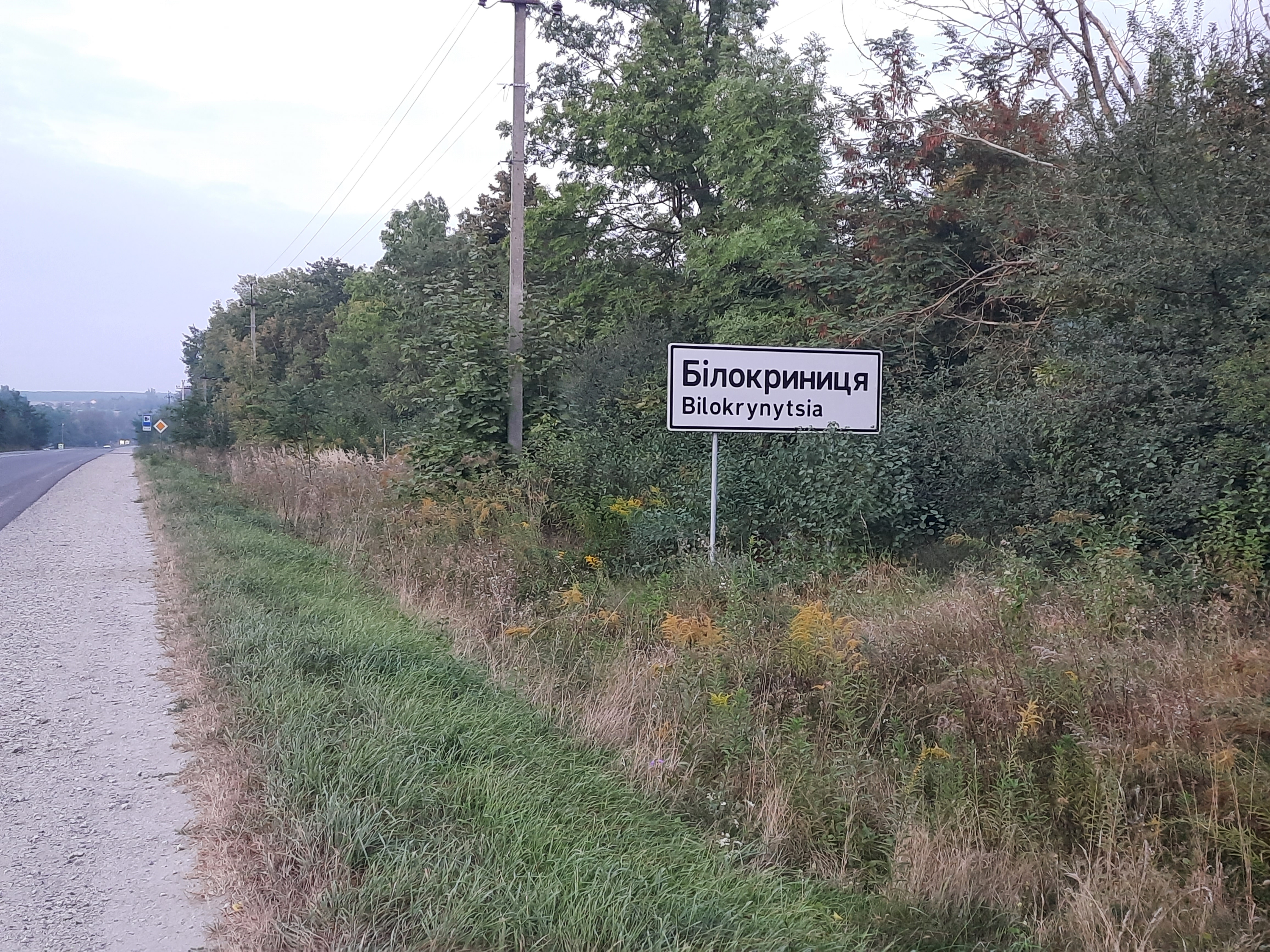
Дорожній знак при в'їзді в село

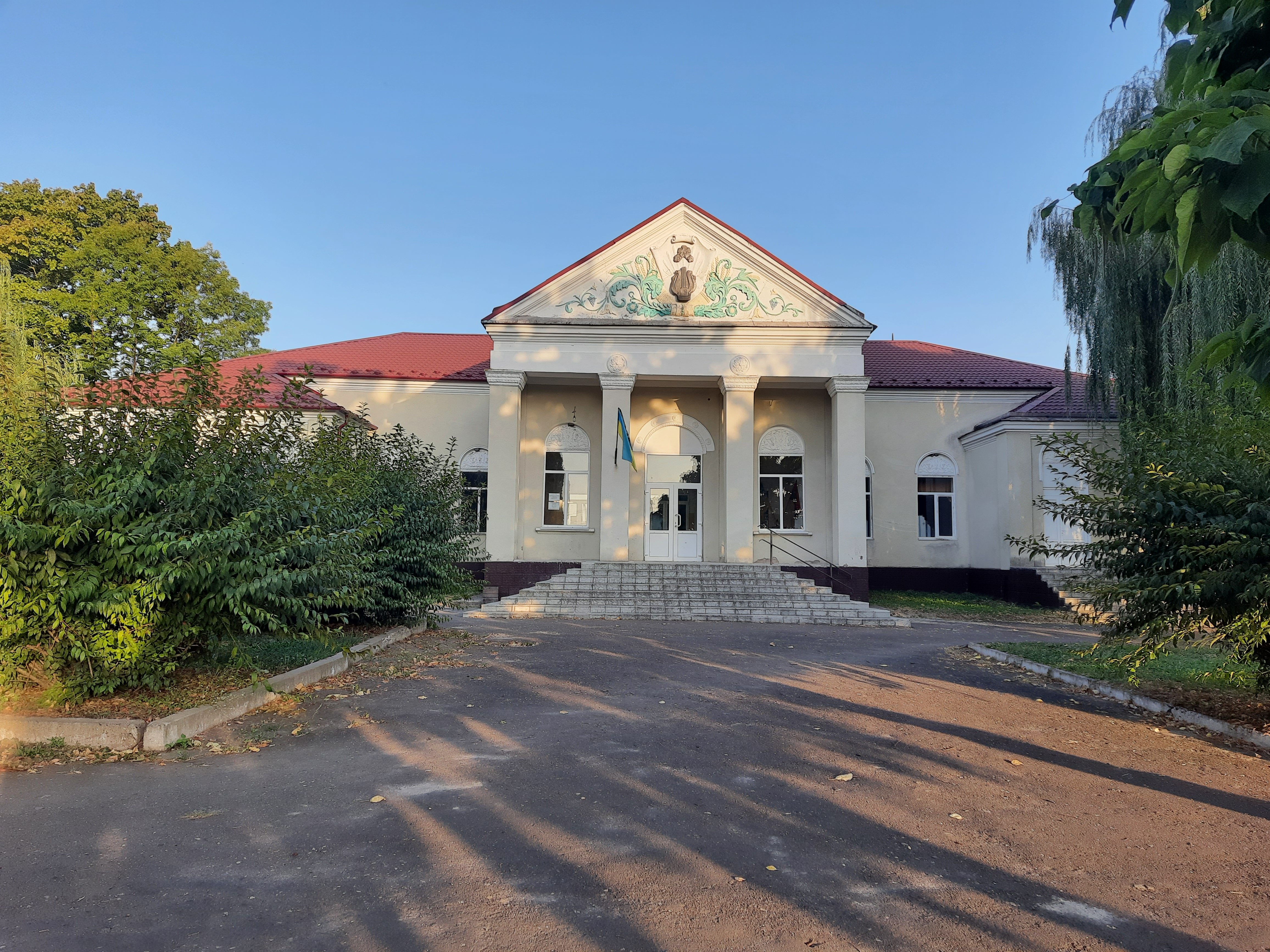
Будинок культури

Білокрини́ця (раніше також Біла Криниця) — село в Україні, у Кременецькій міській громаді Кременецького району Тернопільської області. Розташоване на півночі району.
Населення — 2215 осіб.

## Географія
Розташоване на березі річки Дядьківська Криниця — притоки річки Іква, за 5 км від райцентру.
На півдні та сході оточене Кременецькими горами. У селі розташований Білокриницький дендропарк.
Через село проходить автодорога М19 (частина E85) Доманове — Порубне.

## Історія
Поблизу Білокриниці виявлено археологічні пам'ятки пізнього палеоліту, мезоліту, лендельської, черняхівської, комарівсько-тшинецької, давньоруської культур.
Перша писемна згадка — у грамоті великого князя Свидригайла Ольгердовича від 9 травня 1438 року, згідно з якою Кременець отримав магдебурзьке право.

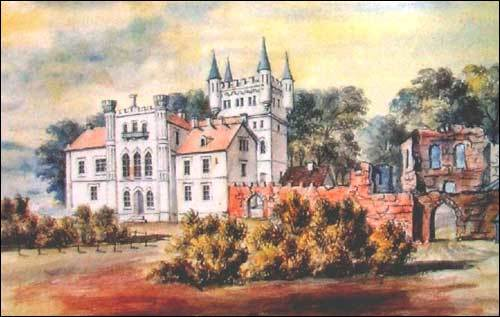
Наполеон Орда. Палац Чосновських з руїнами замку Збаразьких

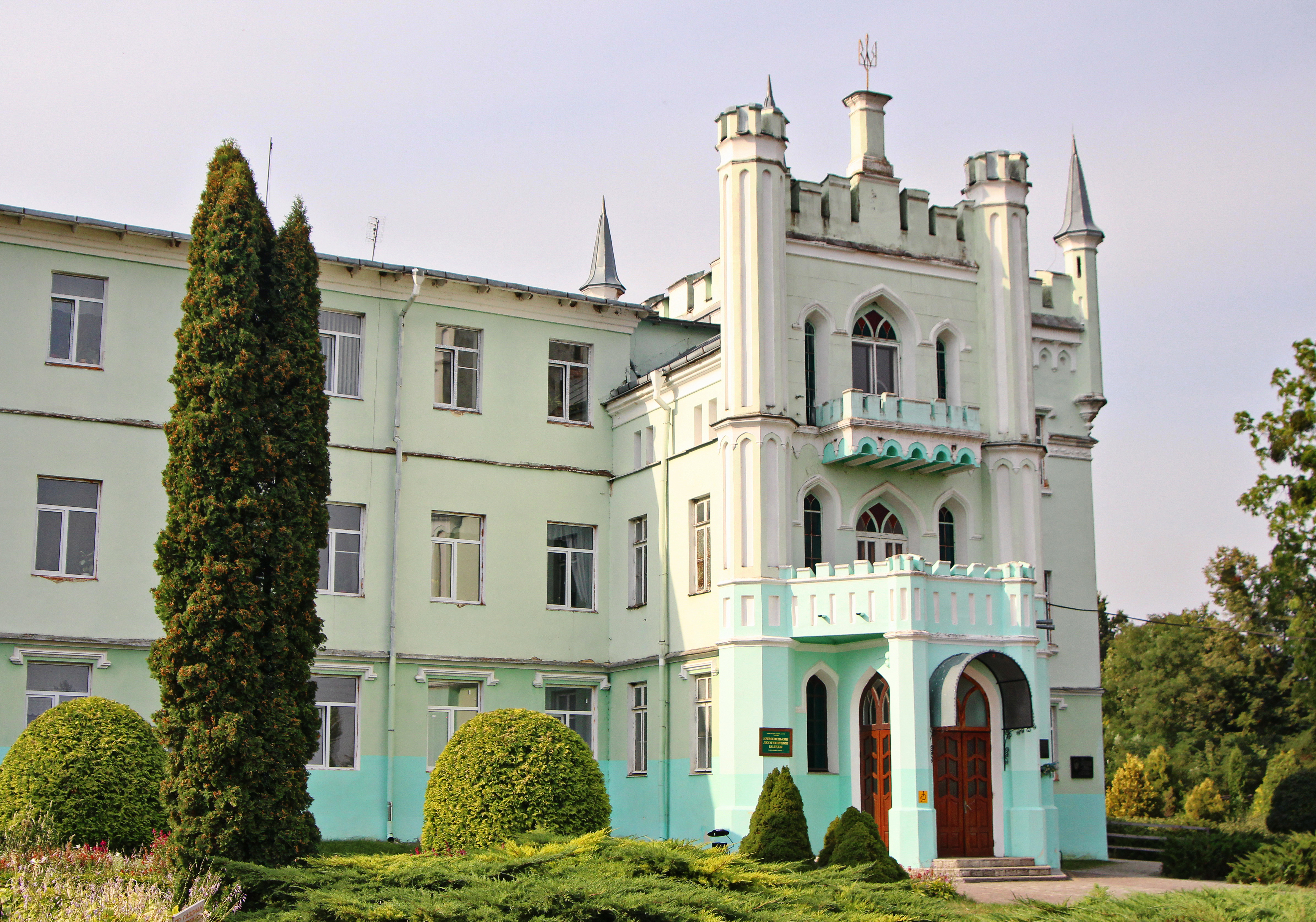
Білокриницький палац

На початку XVI століття Білокриниця ще належала до Кременецького староства, а пізніше двом родинам зем'ян Білокриницьких (наприклад Богдану Білокриницькому у 1545 році, Станіславу Білокриницькому у 1563 році) та частково іншим власникам (бояринові князів Чарторийських Ждану 1545 року, Ганні Гойській 4 «дими» та князю Леву Воронецькому 6 «димів» 1583 року.).
З кінця XVI століття селом володіють князі Збаразькі, що споруджують тут замок. 1605 року його було знищено татарами, проте знову відбудовано. У 1617 році Збаразькі приймали в гостях у Білокриниці королевича Владислава. Після вигасання роду Збаразьких Білокриниця переходить до споріднених з ними князів Вишневецьких. Чимало Збаразьких та Вишевецьких мали у Білокриниці свою резиденцію, бо обіймали посаду кременецького старости.
1705 року у Білокриниці на хрестинах Уршулі-Франціски — доньки Януша Антонія Вишневецького — побував гетьман Іван Мазепа, який став її хресним батьком.
1725 року Білокриниця перейшла до князя Михайла Казимира Радзивілла «Рибоньки» як віно Уршулі-Франціски. За князів Радзивіллів замок занепадає, власники рідко у ньому мешкають.
У 1806 році замок згорів, після чого Білокриниця та інші села маєтку продані Чосновським. У середині XIX століття Чосновські на руїнах старого замку Збаразьких будують неоготичний палац.
1866 року Білокриницю придбав чиновник з особливих доручень при київському генерал-губернаторі таємний радник Олександр Феодосійович Воронін. Після виходу у відставку він оселився в Білокриниці та до своєї смерті в 1890 році активно займався розвитком маєтку. Згідно із заповітом бездітного Вороніна в 1892 році в палаці було відкрито сільськогосподарську школу для селянських дітей (див. Кременецький лісотехнічний коледж).
12 червня 2020 року, відповідно до розпорядження Кабінету Міністрів України № 724-р «Про визначення адміністративних центрів та затвердження територій територіальних громад Тернопільської області», увійшло до складу Кременецької міської громади.
19 липня 2020 року, в результаті адміністративно-територіальної реформи та ліквідації Кременецького (1940-2020) району, село увійшло до складу новоутвореного Кременецького району. 

## Населення
Згідно з переписом УРСР 1989 року чисельність наявного населення села становила 2031 особа, з яких 1109 чоловіків та 922 жінки.
За переписом населення України 2001 року в селі мешкала 2261 особа.

### Мова
Розподіл населення за рідною мовою за даними перепису 2001 року:
| Мова       | Відсоток |
| ---------- | -------- |
| Українська | 98,60 %  |
| Російська  | 1,13 %   |
| Білоруська | 0,18 %   |
| Молдовська | 0,05 %   |

## Пам'ятки
Муровані храми:
- Іоана Богослова (1890)  — збудований замість ветхої парафіяльної церкви 1728 року спорудження на кошти дідича Вороніна та парафіян;
- Казанської ікони Божої Матері (1910)  — перебудована колишня полкова церква Покрови Пресвятої Богородиці 11-го драгунського Ризького полку, за Другої Речі Посполитої гарнізонний костел, у радянську добу клуб.

Пам'ятники:
- полеглим у німецько-радянській війні радянським воїнам-односельцям (1969)
- на честь першого повстанського загону на Кременеччині у Другу світову війну під командуванням «Хрона» Миколи Медвецького (2003).

Білокриницький палац — колишня панська резиденція другої половини XIX століття у стилі англійської неоготики, що з 1892 року займають різні навчальні заклади.
14 квітня 2024 року на фасаді Білокриницької ЗОШ - І -ІІІ ступенів відбулося відкриття та освячення чотирьох меморіальних дошок загиблим Героям, учасникам російсько-української війни, вихованцям школи: Гайчені Олексію, Федотову Володимиру, Черняку Івану, Якубовському Віталію, які віддали своє життя за волю та незалежність Української держави.

## Соціальна сфера

Пам'ятна дошка школи

У лісоколеджі та школі працюють краєзнавчі музеї.
Діють загальноосвітня школа І—III ступенів, будинок культури, бібліотека, ФАП, амбулаторія, відділення зв'язку, швейна майстерня, 4 магазини, ЗАТ «Молоко» та ін.

## Відомі люди

### Народилися
- Поет-пісняр С. Байдюк.
- Батовський Дмитро Михайлович (1984—2023) — військовослужбовець Збройних сил України, учасник російсько-української війни.
- Директор ВАТ «Укрфанерпром» П. Горбатюк.
- Марченко Микола Іванович (1858—1940) — український майстер декоративно-ужиткової кераміки.
- Музикант і композитор Олег Шак.

### Проживали
- Український бард, кобзар, бандурист Василь Жданкін
- Педагог, поет та письменник Володимир Мазурчук
- Солдат ЗС України, учасник боїв за Донецький аеропорт В'ячеслав Мельник

### Перебували
- Тарас Шевченко, Леся Українка, Тадеуш Єжи Стецький, Президент України Леонід Кучма.

### Поховані
- Український військовий журналіст, капітан-лейтенант ВМС ЗС України, заступник редактора Телерадіокомпанії Міноборони України «Бриз» Дмитро Лабуткін;
- Майор ЗС України, учасник АТО на сході України Борис Макаревич